# Чирнеко дель Этна
Чирнеко дель Этна, или сицилийская борзая (итал. cirneco dell'Etna), — порода собак. Происходит с Сицилии. Изначально выращивалась для охоты на зайца.

## История породы
Классические исследования собачьих пород, распространённых в Средиземноморском регионе, пришли к заключению, что чирнеко дель Этна происходят от античных охотничьих собак, выведенных в долине Нила в эпоху фараонов, собак, достигших Сицилии благодаря финикийцам. Но согласно последним исследованиям получила одобрения теория, согласно которой эта порода имеет непосредственно сицилийское происхождение, зародившись в окрестностях Этны. Монеты и гравюры доказывают, что чирнеки существовали в этом регионе за много веков до нашей эры.

### Происхождение
Чирнеко существует на острове Сицилия тысячелетиями. Большинство авторов согласны, что борзообразные собаки ведут своё начало от египетских остроухих собак. Барельефы, открытые в долине Нила и датируемые 4000 годом до н. э., изображают собак, которые вполне могут быть современными чирнеками. Вполне возможно, что финикийцы распространили этих собак по всему своему торговому пути, от Северной Африки до Средиземноморского побережья. Античные изображения борзых со стоячими ушами и острой мордой обнаруживаются во многих странах этого региона. Итальянский кинолог Фьоренцо Фьороне из того факта, что на Сицилии отсутствуют настоящие борзые, выводит заключение, что чирнеко — результат адаптации тех собак, которых финикийцы оставили на побережье острова. Он считает, что недостаток открытого пространства, ограниченное количество пищи, пригодной для собак, и продолжительные инбридинги привели к эффекту миниатюризации, что нередко встречается на итальянских островах. Наиболее ярким доказательством существования чирнек в Сицилии в течение, по крайней мере 2500 лет, является большое количество монет с их изображением, отчеканенных в V—III веках до н. э.
В частности, представители этой породы изображены на монетах, отчеканенных в Сегесте, причём обнаружено порядка 150 различных вариаций серебряных монет и 100 бронзовых. В других сицилийских городах, таких как Эриче, Пьякос, Мотья, Палермо, собаки имели религиозное значение и часто изображались на местных монетах. На многих монетах изготовленных Мамертини, группой итальянских наёмников, захвативших Мессину в 286 году до н. э., на одной стороне изображён сицилийский бог Арданос, олицетворяющий вулкан Этна, а на другой — чирнеко. Образцы этого типа монет представлены в коллекциях Сиракузского музея, Британского музея в Лондоне, в частной коллекции на Сицилии, в Институте археологии в Миссисипи. Другими произведениями искусства, свидетельствующими о существовании в древние времена, являются мозаики в Римской Императорской Вилле во дворце Армерина (Сицилия), построенной во II—III веках.
Чирнек можно обнаружить по всему острову Сицилия, но колыбелью породы считается район вулкана Этна. В 400 году до н. э. Дионисий приказал построить на юго-западном склоне вулкана, рядом с городом Ардано храм бога Арданоса. Здесь было получено много собак, и легенды гласят, что тысячи чирнек охраняли этот храм. Эти собаки имели чудесный дар распознавать воров и неверующих, которых они атаковали. Также они сопровождали пилигримов к храму и были благодушны к тем гостям, которые проявляли признаки опьянения. В 1973 году Фьоренцо Фьороне в своей книге «Охотничьи собаки» сообщал, что в районе Ардано продолжают существовать несколько тысяч чирнек.

## Внешний вид
Собака примитивного типа, элегантного и утонченного сложения, среднего размера, не громоздкая, сильная и крепкая. По морфологическому сложению — собака удлинённых линий, лёгкого сложения; квадратного формата; шерсть тонкая. Длина корпуса равна высоте в холке (квадратный формат). Глубина груди чуть меньше высоты от земли до локтя. Длина морды меньше (не достигает) половины общей длины головы (соотношение черепа к морде равно 10 к 8, но предпочтение отдаётся собакам, у которых длина морды приближается к длине черепа).
Череп овально-удлинённой формы, верхние линии черепа и морды слегка расходятся или параллельны. Верхняя линия черепа столь незначительно выпуклая, что производит впечатление почти плоской; ширина черепа между скуловыми дугами не должна быть больше половины длины головы; надбровные дуги не очень выраженные; срединная борозда лишь слегка обозначена; затылочный гребень и затылочный бугор лишь слегка развиты. Переход ото лба к морде под углом 140° между спинкой носа и черепом.
Нос почти прямоугольной формы, скорее крупный, его цвет зависит от окраса шерсти (тёмно-ореховый, светло-ореховый, телесный). Длина морды составляет как минимум 80 % длины черепа; глубина или высота (измеренная в середине морды) достигает, по крайней мере, половине её длины; ширина (измеренная в середине морды) — меньше половины длины. Таким образом, морда заострённая с прямой спинкой носа, а её нижний профиль определяется нижней челюстью.
Губы тонкие, сухие, плотно прилегающие. Только лишь прикрывающие зубы нижней челюсти. Слизистые уголков губ почти незаметны. Челюсти нормально развитые, хотя и не кажутся сильными, нижняя челюсть слегка развита, со срезанным подбородком. Резцы прямо посаженые, расположены в линейку. Зубы хорошо развитые и в комплекте. Прикус ножницеобразный. Скулы плоские.
Глаза, кажущиеся скорее маленькими, имеют не очень тёмный охристый, янтарный или серый цвет, но не карий и не тёмно-ореховый. Размещены по бокам, имеют мягкое выражение. Овальной формы, с пигментацией обводки соответствующей цвету мочки носа. Уши расположены очень высоко и близко друг к другу, стоячие и жёсткие, повернуты вперёд. Треугольной формы с узкими кончиками, не должны быть купированы. Длина ушей не превышает половину длины головы.
Верхняя линия шеи хорошо изогнута (выпуклая). Длина шеи равна длине головы. По форме — усечённый конус, мышцы хорошо заметны, особенно вдоль гребня шеи. Кожа тонкая, плотно натянутая, без подвеса.
Линия верха корпуса прямая, наклонная от холки к крупу. Холка выделяется над верхней линией, узкая из-за сходящихся лопаточных костей. Гармонично переходит в шею без какого-то излома линии. Спина прямая, с умеренно развитыми мышцами. Длина грудной части равна примерно трём длинам поясницы. Длина поясницы достигает примерно 1/5 высоты в холке, а ширина близка к длине; мышцы короткие и не слишком заметные, но крепкие. Верхняя линия крупа скорее плоская, наклон от горизонтали достигает примерно 45°. Длина сухого и наклонного крестца достигает примерно трети высоты в холке, а ширина равна примерно половине длины. Мышцы не бросаются в глаза. Длина груди чуть больше половины высоты в холке (примерно 57 %), а ширина (измеренная в самой широкой части) чуть меньше трети высоты в холке. Грудная клетка достигает или почти достигает уровня локтей, но не заходит за эту линию. Рёбра только слегка выпуклые, но никогда не плоские. Периметр груди, лишь на 1/8 превышающий высоту в холке, определяет скорее плоскую грудь. Нижний профиль согласуется с плавно восходящей линией живота без каких-либо резких нарушений. Живот сухой и поджарый, бока (паха) той же длины, что и почечная часть. Хвост низко посаженый, скорее толстый, одинаковой толщины по всей длине, длинный, достигает скакательного сустава или чуть длиннее. В спокойном состоянии собака несёт его саблевидно, при настороженности поднимает его вверх над спиной трубой. Шерсть короткая.
Передние конечности прямые и параллельные. При взгляде в профиль, вертикальная линия, проведённая от выступа лопатки (плечелопаточного) сустава касается кончиков пальцев. Другая вертикаль, начинающаяся с локтевого сустава и делящая предплечье и запястье на две, примерно равные части, заканчивается на середине длины пясти. При взгляде спереди конечность должна соответствовать вертикальной линии, спускающейся от выступа лопатки (плечелопаточного сустава), которая делит предплечье, запястье, пясть и лапу пополам. Высота конечности от земли до локтя чуть больше половины высоты в холке. Длина лопаточной кости должна достигать примерно 1/3 высоты в холке. Угол наклона к горизонтали примерно 55 градусов; верхние точки лопаточных костей расположены близко друг к другу; угол между плечом и лопаткой составляет 115—120°. Длина плеча равна половине длины конечности, измеренной от земли до локтя; оно почти параллельно средней линии корпуса, слегка наклонно к горизонтали, с заметной и отчётливой мускулатурой. Локти расположены на уровне или ниже уровня груди. Параллельны средней линии корпуса; угол между плечом и предплечьем составляет примерно 150°. Длина предплечья равна трети высоты в холке. Прямые и параллельные, желобок между локтевой и лучевой костями хорошо заметен. Структура костей лёгкая, но прочная. Запястья продолжают прямую линию предплечья. Гороховидная кость хорошо обозначена. Длина пясти должна быть не меньше 1/6 высоты передней конечности, измеренной от земли до локтя. Шире запястья, но плоская и сухая, пясть слегка наклонна. Кости плоские и сухие. Лапы овальной формы (русачьи), с плотно сжатыми и выгнутыми пальцами. Когти сильные и изогнутые, коричневые или розовато-телесные, но никогда не чёрные. Подушки крепкие, того же цвета, что и когти.
Задние конечности — прямые и параллельные. При взгляде в профиль, вертикальная линия, проведённая от седалищного бугра к земле, касается или почти касается кончиков пальцев. При взгляде сзади, вертикаль, проведённая от седалищного бугра, делит на две равные части скакательный сустав, плюсну и лапу. Длина задней конечности равна примерно 93 % высоты в холке. Бедро длинное и широкое. Его длина равна трети высоты в холке. Мышцы плоские, а задняя часть бедра слегка выпуклая. Ширина (наружная поверхность) равна 3/4 длины. Угол между тазом и бедром составляет примерно 115°. Коленный сустав должен находиться на вертикальной линии, опущенной от седалищного бугра к земле. Угол коленного сустава составляет примерно 120°. Голень чуть меньшей длины, чем бедро. Наклонена от горизонтали на 55°. Мышцы сухие и очень отчётливые. Костяк лёгкий, желобок вдоль ахиллесова сухожилия хорошо выражен. Расстояние от подошвы лапы до выступа скакательного сустава не превышает 27 % высоты в холке. Его наружная поверхность широкая. Угол этого сустава составляет примерно 135°. Плюсна по длине равна трети длины передней конечности, измеренной от земли до локтя. Имеет цилиндрическую форму и вертикальный постав, то есть перпендикулярна земле. Прибылые пальцы отсутствуют. Задние лапы слегка овальные, имеют те же характеристики, что и передние.
Кожа тонкая и плотно натянутая на всех частях корпуса, цвет варьирует в зависимости от окраса шерсти. Слизистые оболочки и кожа носа должны быть того же цвета, что описан в разделе нос, и ни в коем случае не имеют чёрных пятен и не депигментированные. Шерсть гладкая на голове, ушах и конечностях, удлинённая (около 3 см), но гладкая (лоснящаяся) и плотно прилегающая на корпусе и хвосте. Волос прямой и жёсткий, как у лошади. Окрас однотонный палевый тёмных или светлых оттенков, или ослабленный окрас типа Изабелла, соболиный и т. д.; рыжий с более или менее выраженными белыми отметинами (пятна на голове, груди, лапах, кончике хвоста и животе, белый ошейник менее ценен). Полностью белый окрас или белый с рыжими отметинами допустим. Рыжая шерсть с примесью более светлых или тёмных волос разрешается.
Высота в холке кобелей — от 46 до 50 см, сук — 44—48 см. Допускаются отклонения в пределах 2 см в обе стороны. Вес кобелей — 10—13 кг, сук — 8—11 кг.

## Темперамент и поведение
Охотничья собака, выведенная для охоты на кролика по сложной местности; обладает большим темпераментом, но в то же время мягкая и привязчивая. Охранный инстинкт выражен очень слабо. Чирнеки начинают взрослеть приблизительно с двух лет, и в этом возрасте это совершенно другие собаки. Они становятся более степенными, спокойными, могут целый день проспать в уютном домике или кровати, в ожидании владельца. Но, в любом возрасте, чирнеки очень игривые собаки, с хорошим чувством юмора. Для них очень важно общение с людьми, другими собаками, они отлично ладят с детьми. Эти собаки практически не переносят одиночества.
Чирнеки лают не часто, в основном когда собака в азарте и когда требует что-либо. Собаки очень любопытны, они должны во всём участвовать. С ними интересно гулять, путешествовать, они с радостью будут сопровождать вас на велосипедной прогулке. Спокойные прогулки шагом — не для чирнеко.
У большинства сук этой породы первая течка начинается в 8 месяцев. Довольно часто встречаются суки позднего созревания, у таких сук первая течка может начаться и в 2 года. Обычно первый раз суку вяжут в 2,5—3 года. В помёте у чирнеко рождается от 2 до 5 щенков, реже один, шесть или семь щенков.